# Элькинский, Александр Филиппович
Алекса́ндр Фили́ппович Эльки́нский (? — 13 мая 1827, Москва) — русский архитектор. Являлся архитектором по комиссиям строений в Санкт-Петербурге, затем в Москве. Автор церковных зданий и жилых домов в Москве.

## Проекты
в Москве
- Церковь Веры, Надежды, Любови и Софии (1771—1773, Миусское кладбище)  памятник архитектуры (федеральный)[1].
- Ансамбль Миусского кладбища (кон. XVIII — нач. XIX вв.)  памятник архитектуры (федеральный)[1]
- Постройка здания Малого театра по проекту О. И. Бове (1820—1824, Театральный проезд, 1, стр. 1)  памятник архитектуры (федеральный)[1][2].
- Храм-памятник А. С. Матвееву (1820—1821, территория Церкви Николая Чудотворца в Столпах), снесён в 1930-х годах.
- Доходный дом К. М. Полторацкого (1821, позднее перестроен; Улица Большая Дмитровка, 2/3 — Театральная площадь, 3/2)  памятник архитектуры (вновь выявленный объект)[1]
- Церковь Ваганьковского кладбища и два дома при въезде на кладбище (1822, Улица Сергея Макеева, 15) памятник архитектуры (федеральный)[1]

в Сергиевом Посаде
- Монастырская гостиница (1823, Сергиев Посад, Проспект Красной Армии, 133)[3]